# Alin Alexuc-Ciurariu
Alin Alexuc-Ciurariu (3 febbraio 1990) è un lottatore rumeno specializzato nella lotta greco-romana.

## Biografia
Ha rappresentato la Romania ai Giochi olimpici estivi di Londra 2012 e Rio de Janeiro 2016.
Ha vinto la medaglia di bronzo nella lotta greco romana ai Europei di Kaspijsk 2018  e Bucarest 2019 nella categoria 130 chilogrammi.

## Palmarès
- Europei

Kaspijsk 2018: bronzo nei 130 kg.
Bucarest 2019: bronzo nei 130 kg.
Roma 2020: oro nei 130 kg.